# 熱柳·熱列夫
热柳·米特夫·热列夫（1935年3月3日—2015年1月30日），生於保加利亞斯米亞多沃，政治人物，東歐知名反共領袖，於1990年到1997年間擔任首位民選保加利亞总统。

## 生平
1958年，哲列夫畢業於索非亞大學，之後取得哲學博士學位。1967年完成《法西斯主義》一書，1982年該書出版之後遭保加利亞共產黨列為禁書。1990年8月大國民議會選舉民主勢力聯盟主席哲列夫為保加利亞總統。在1992年1月成為首位民主選舉的總統。1997年卸任總統。2007年7月，應台灣民主基金會之邀訪問台灣，在演說中指出「共產主義危害更甚法西斯」。2013年出版了其著作《法西斯主義》的第四版，書名改為《極權主義的雙生子：法西斯主義》。2015年1月30日，在索菲亞逝世，享年八十歲。